# Эш (паровоз)
Эш (шведского производства) — грузовой паровоз типа 0-5-0, выпускавшийся в Швеции с 1921 по 1924 год по заказу Советской России. По конструкции аналогичен паровозам серии Э «типа 1917 года».

## Предшествующие обстоятельства

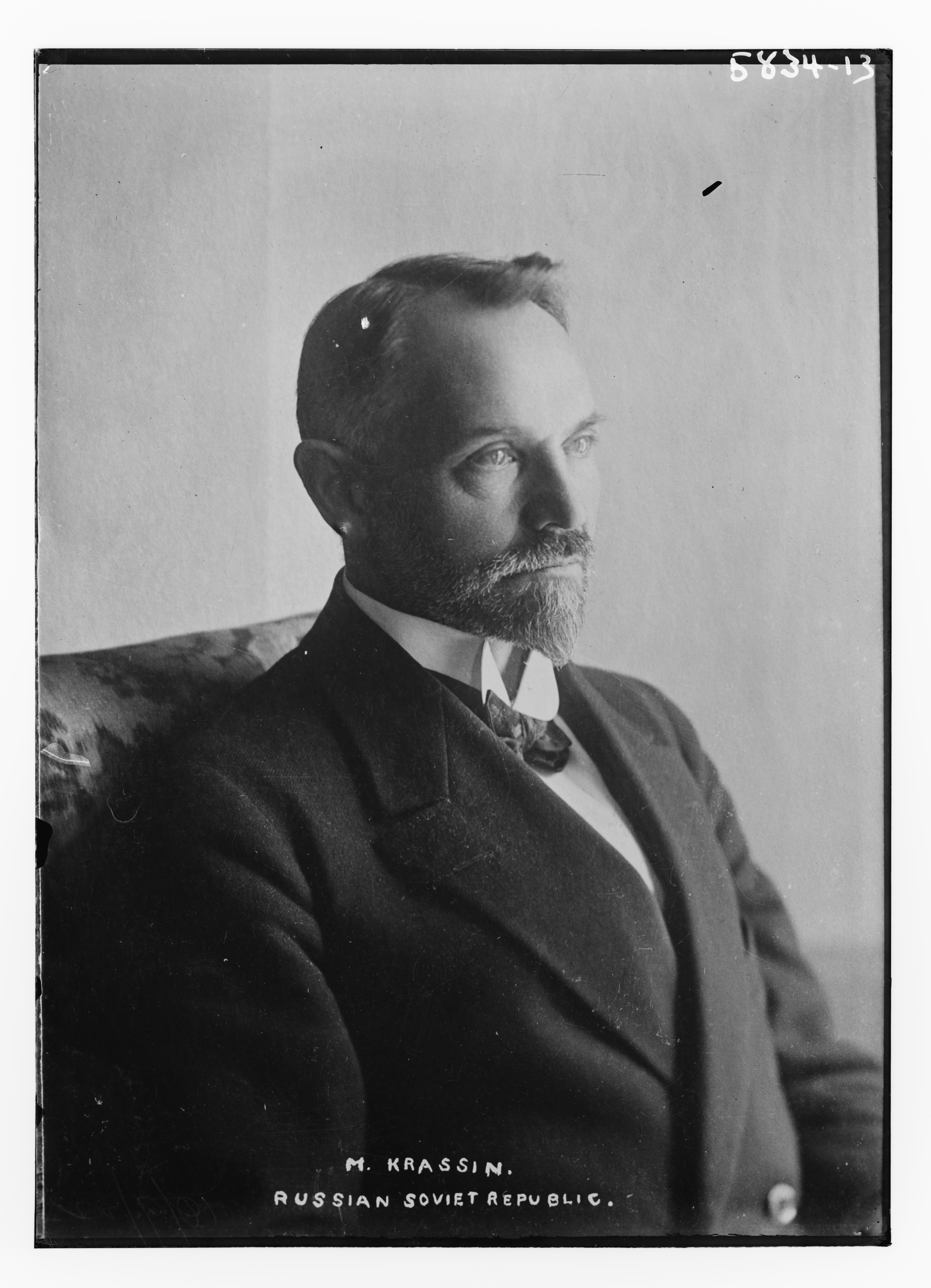
Л. Б. Красин

В период Гражданской войны в Советской России произошёл спад промышленного производства, в том числе к 1921 году производство по сравнению с 1913 годом сократилось в 8 раз, а выпуск чугуна и стали — в 40 раз. В этих условиях заводы и железнодорожные мастерские были прежде всего переведены на выпуск запчастей для ремонта изношенных паровозов, что однако привело к значительному сокращению выпуска новых. Тогда для скорейшего пополнения локомотивного парка страны, 7 февраля 1920 года ВЦИК принял постановление о закупке паровозов за границей.
В марте того же года в Европу выехала делегация во главе с Л. Б. Красиным, который на тот момент являлся Народным комиссаром внешней торговли и Народным комиссаром путей сообщения. Делегация направлялась прежде всего в Копенгаген (Дания) и Лондон (Британская империя), но пути делегация сделала остановку в Стокгольме, где Красин встретился с российским торговым представителем в Швеции, а также адвокатом Вильгельмом Хелбергом (швед. Vilhelm Hellberg), через которого познакомился с Гуннаром Андерссоном, который через Хелберга вызвался быть представителем шведских промышленников. После беседы с Красиным, Андерссон принял решение взять часть «русского заказа», поэтому вскоре встретился с владельцем локомотивостроительного предприятия Nydqvist & Holm AB (NOHAB) и договорился о приобретении завода. Далее он направился в Копенгаген, где спустя несколько недель переговоров, 15 мая 1920 года заключил соглашение с Центросоюзом (представитель — Красин) о постройке 1000 больших паровозов по цене каждого в 230 000 крон.

## Постройка паровозов
Согласно российско-шведскому соглашению, из 1000 паровозов первые 100 должны быть модели R, остальные 900 — конструкции, подходящей под русские условия, причём конкретно не уточнялось, какой именно модели. Паровозы R строились заводом NOHAB в 1908 и 1909 годы, всего было выпущено 5 штук; относясь к типу 0-5-0 и имея сцепной вес 85 тонн, они были схожи с русскими паровозами серии Э, потому и заинтересовали Красина. В Германии Леонид Борисович намеревался заказать паровозы типа 1-5-0 с трёхцилиндровой паровой машиной и брусковой рамой («американского типа»). Выбор Красина можно объяснить опасением, что заграничные заводы могли отказаться строить русские паровозы, либо это могло занять больше времени; также нарком считал, что России может быть полезен опыт эксплуатации паровозов заграничной конструкции.
Для общего технического и организационного руководства в Швецию был направлен профессор Ю. В. Ломоносов, который смог оценить возможности завода в Тролльхеттане и признать, что по российским меркам он относительно небольшой, поэтому настоятельно посоветовал подключить к процессу ещё несколько предприятий. Также Ломоносов не разделял идеи Красина относительно выбора модели заказанного паровоза, потому что это противоречило принятому в то время направлению НКПС на снижение разнообразия локомотивов по депо, и считал, что на иностранных заводах следует заказывать именно русские локомотивы, которые уже освоены российскими железнодорожниками. Также Ломоносов был из тех, кто считал, что на грузовых паровозах не нужно применять бегунковые оси, то есть типу 1-5-0 он предпочитал тип 0-5-0. Свои идеи он высказал Троцкому, после чего последний провёл в Москве особое совещание, по итогам которого отправил Ломоносову инструкцию аннулировать заказ на паровозы серии R (1908 г.в.), заказав вместо них более современные паровозы серии Э («типа 1917 года»). Юрий Владимирович благодаря своей настойчивости достаточно быстро сумел убедить шведских производителей производить русские локомотивы.
15 октября 1920 года с NOHAB был заключён новый договор на постройку 1000 паровозов серии Э на русскую колею, при этом стоимость одного локомотива составляла 230 000 крон плюс доставка. Согласно договору, NOHAB должен был поставить 530 паровозов не позднее октября 1921 года, 320 штук — не позднее 31 декабря того же года, а оставшиеся 150 паровозов — в 1922 году. Для контроля за исполнением договора 5 ноября Российская железнодорожная миссия (РЖМ) во главе с Ломоносовым. Она имела действительно огромные права и обязанности, в том числе не только приобретение паровозов за границей, но и закупка вагонов, паровых турбин, рельсов и многого другого; РЖМ отвечала и за ремонт паровозов в Эстонии. На самом деле такие широкие полномочия РЖМ объясняются тем, что она выполняла дипломатические функции, так как на тот момент Советская Россия своих дипломатов за рубежом не имела; когда последняя проблема была решена, 15 апреля 1923 года Российскую железнодорожную миссию упразднили, но не распустили, вместо этого передав её в подчинение НКВТ.

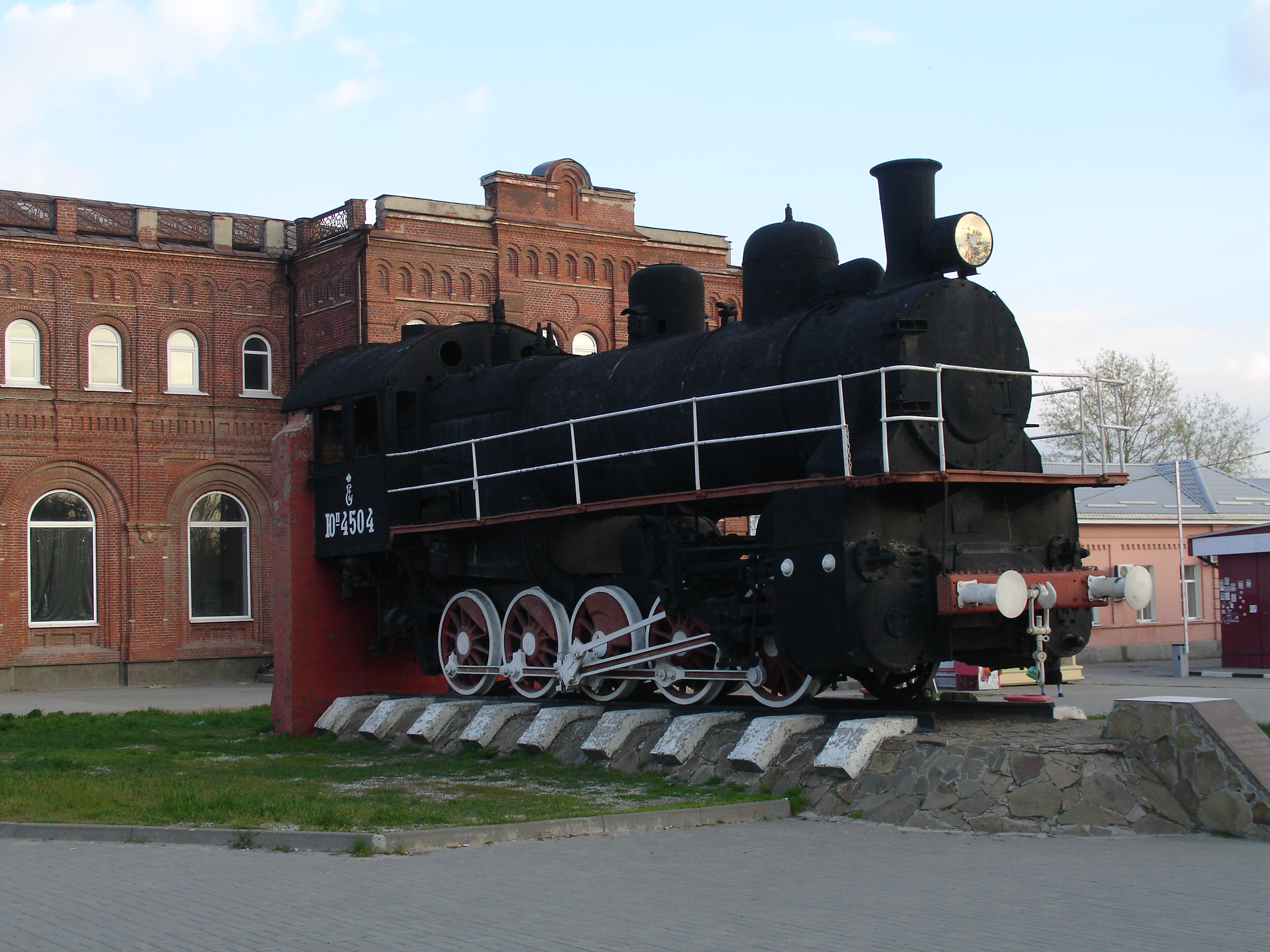
Построенный в Германии паровоз серии Э^{г}

Согласно договору, шведский завод должен был построить 1000 паровозов всего за два года, в том числе 850 паровозов вместе с тендерами уже к концу 1921 года. Андерссон осознавал, что поставленная задача слишком непомерна для его предприятия, а потому при заключении договора от 21 октября шведской стороной было добавлено, что часть локомотивов может быть построена на других заводах, в том числе до 800 штук — в Германии. Но находясь в Берлине, Ломоносов провёл переговоры напрямую с немецкими промышленниками и смог договориться с ними о производстве паровозов по цене вдвое ниже. Тогда в марте 1921 года, по инициативе Ломоносова, заказ со шведами в 1000 паровозов был сокращён до 500, а 700 штук должны были построить немецкие компании. Для NOHAB, которая вложила солидные деньги в расширение (было начато строительство литейного, механического и сборочного цехов), это был финансовый удар, и она выдвинула ультиматум, что в случае сокращения заказа шведы вообще не будут строить паровозы для России; русские в ответ предложили небольшую компенсацию. 13 марта 1921 года в Берлине Юрий Ломоносов и представители NOHAB подписали новое соглашение, согласно которому шведская сторона должна была поставить 500 паровозов, из которых 50 — в 1921 году, 200 — в 1922 году и 250 — в 1923—1925 годы. Стоимость локомотивов оставалась прежней, но теперь в договоре было предусмотрено, что в случае срыва поставок на производителя будет налагаться штраф в размере 2000 крон за локомотив за каждый месяц просрочки, а в случае более быстрых поставок — премия в размере 3000 крон за каждый месяц опережения плана. Из выданного шведской компании беспроцентного займа 10 миллионов крон должны быть возвращены в 1924—1925 годы, а 5 миллионов — в 1921—1922 годы. Относительно оплаты, в дополнение к уже полученным авансам российская сторона обязалась до февраля 1922 года выплатить ещё 7 460 000 крон, а не позднее 15 сентября 1922, 1923 и 1924 годов — авансы в 14 375 000 крон.
NOHAB оказался в настолько жёстких временных рамках, что самостоятельно выполнить российский заказ уже был не в состоянии. В итоге к сделке стали подключать субподрядчиков, в том числе Avesta, Strömsnäs, Surahammars (поставляли сталь), Svenska Metallverken (стальные листы), Domnarvets и Hellefors (металлические профили), Karlstads Mekaniska Werkstad (паровые котлы). Также были приобретены и реконструированы завод локомобилей в Эскильстуне и механическая фабрика в Лидчёпинге. Российские инспекторы отметили, что качество стали, которую поставлял металлургический завод Avesta, недостаточно хорошее, в связи с чем NOHAB был вынужден наладить собственное металлургическое производство, для чего 14 декабря 1922 года приобрёл металлургический завод в Форсбакке.
28 июля 1922 года по требованию российской стороны был подписан новый договор, в котором был указан прежний объём заказа в 500 паровозов, но если цена первых 350 по-прежнему составляла 230 000 крон за локомотив, то следующие 150 стоили уже по 160 000 крон; способ оплаты при этом оставался прежним: аванс в 25 %, а остальная сумма поступала по мере выполнения заказа. Всего паровозы строились с 15 августа 1921 по 15 декабря 1924 года; им была присвоена серия Эш.

## Транспортировка в Россию

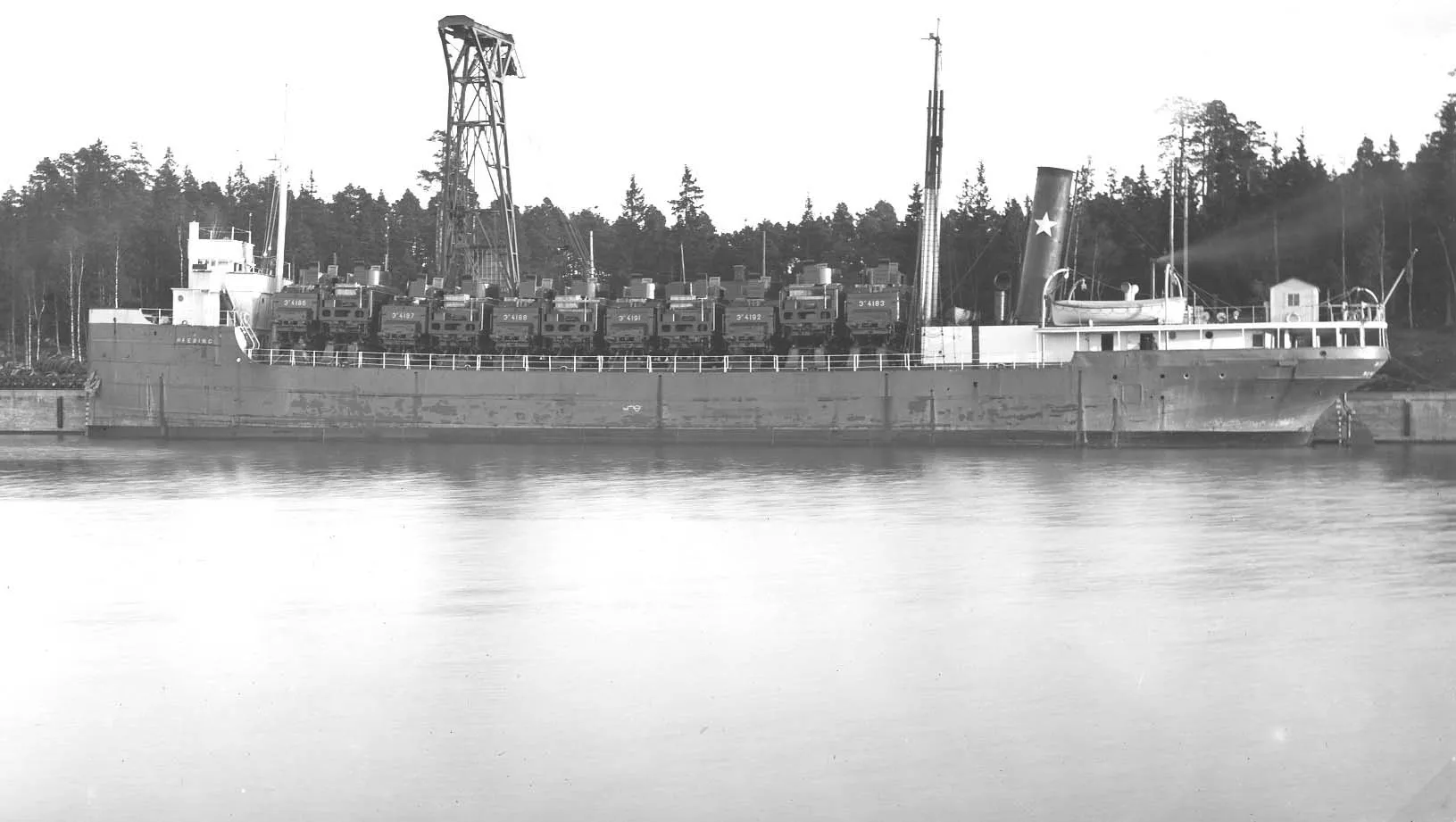
Пароход Neebing с грузом паровозов

Доставка паровозов из Швеции в Россию должна была осуществляться водным транспортом, однако из-за отсутствия подходящих судов первые 18 локомотивов были направлены по железной дороге через Финляндию. Так как шведские железные дороги, в отличие от российских, имеют европейскую колею, а также меньший габарит, с паровозов сняли будки, контрбудки и даже котлы. Финские железные дороги имеют русскую колею, поэтому на шведско-финской границе транспортные скаты заменяли на паровозные, а в Выборге на раму укреплялся котёл. Сам маршрут следования составил 2734 километра, при этом скорость следования не должна была превышать 5 км/ч. Из-за этого перевозка заняла очень много времени и была сопряжена со множеством неприятностей, в том числе, согласно записям Ломоносова, два локомотива сошли с рельсов, ещё три на финской территории были захвачены восставшими «карелами».
Следующие паровозы изначально доставлялись по железной дороге из Тролльхеттана в Ландскрону, где перегружались на суда; так было доставлено ещё 50 машин. Однако была возможность и этот процесс упростить, поскольку завод NOHAB располагался на берегу Тролльхетте-канала. Сам Тролльхетте на тот момент был относительно неглубоким и годился только для небольших судов, однако на российские кредиты в нём провели дноуглубительные работы, а на берегу построили причал и кран. В те годы в Европе со специальной миссией находился известный кораблестроитель Алексей Крылов, который, взаимодействуя с РЖМ, проверил данные 36 тысяч (!) пароходов, прежде чем нашёл наиболее подходящий — канадский Neebing (водоизмещение — 1988 брт, длина — 77,5 м, ширина — 12,8 м, осадка — 5,94 м), который и был приобретён в 1922 году за 21 000 фунтов стерлингов. Ширина канала составляет 13,2 м, а парохода — 12,8 м, то есть от борта до берега получался зазор всего 20 см, однако Крылов, который имел богатый опыт судовождения и даже вводил в док Линкор, при зазоре 7,5 см, смог убедить шведскую сторону в безопасности прохода «Нибинга» по каналу и совершил на нём первый рейс. Благодаря принятым мерам теперь локомотивы грузили с завода сразу на судно, что позволяло значительно ускорить транспортировку, а также экономить на ней.
Паровозы по морю доставлялись в Петроград, когда замерзал Финский залив — в Виндаву, Ревель и Ригу. Из порта локомотивы на своих осях прибывали в депо Петроград-Балтийский и Великие Луки, где осуществлялась их окончательная наладка. 2 % паровозов от общего количества (включая серию Эг) испытывались в поездке с поездом предельного веса на 150 км; порой в этих поездках принимал участие и сам Юрий Ломоносов, который использовал их для снятия тяговых характеристик.
| Способ перевозки                                            | Стоимость (SEK) |
| ----------------------------------------------------------- | --------------- |
| По железной дороге через Торнео — Выборг                    | 17 000          |
| Морским путём в разобранном виде, включая разборку и сборку | 12 500          |
| По железной дороге до Ландскроны, далее морем               | 10 400          |
| На «Нибинге» до Ландскроны, далее на другом судне           | 6310            |
| На «Нибинге» до Петрограда                                  | 4500            |

## Эксплуатация

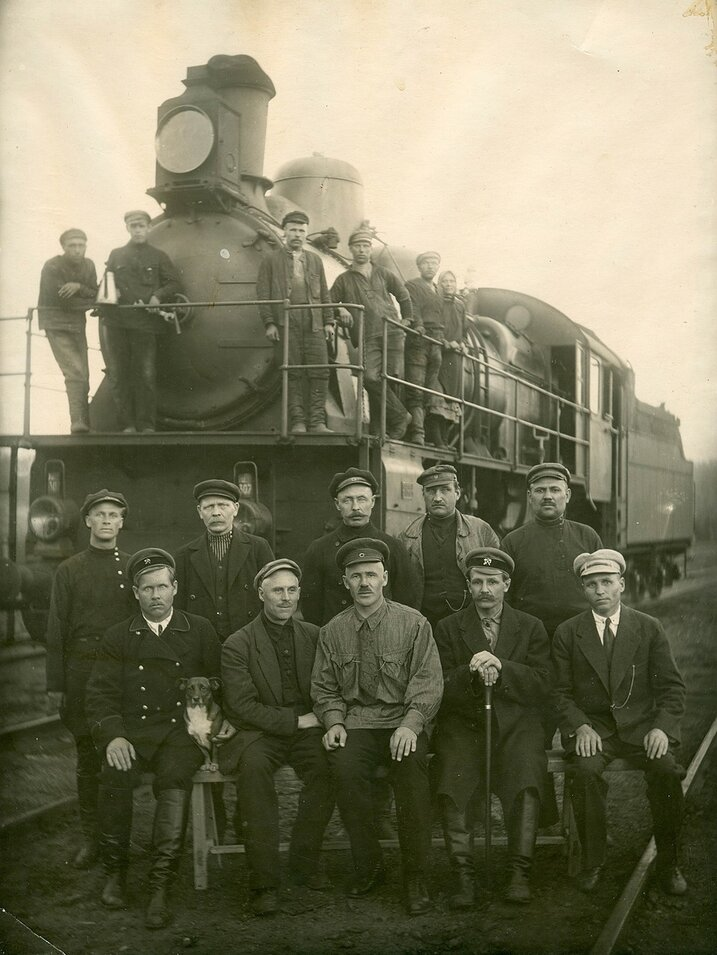
Паровоз Э^{ш} в депо Нязепетровск (1926 год)

За период с 1912 по 1925 годы заводами Российской империи и СССР было построено 1528 паровозов серии Э, в том числе 239 в 1920—1923; на тот период это был самый сильный локомотив российской постройки. Заграничный заказ позволил получить за 4 года (1921—1924) ещё 1200 таких локомотивов, причём, в отличие от построенных до гражданской войны, они не нуждались в ремонте, а потому были сразу готовы к работе, что позволило значительно повысить грузооборот советских железных дорог, а значит и ускорить восстановление экономики. Благодаря этому, паровозы Эш и ЭГ получили широкое распространение.
В 1929 году на Московско-Казанской железной дороге у паровоза Эш4041 в топке были установлены два термосифона для проверки их эффективности. Термосифон представляет собой увеличенную по площади циркуляционную трубу и служит для усиления циркуляции (перемешивания) воды в котле, что также позволяет несколько повысить парообразование; они получили широкое распространение на железных дорогах США. Однако если американские паровозы имели котлы со значительными по площади колосниковыми решётками и объёмами топок, то в случае с серией Э, который был уже меньше, эффективность термосифона оказалась значительно ниже: КПД котла повысился всего на 1 %, тогда как температура перегретого пара снизилась в среднем на 25 °C, а его влажность повысилась на 2—3 %. Как показали сравнительные испытания работавших в одинаковых условиях Эш4041 с термосифонами и Эш4027 без них, оба паровоза расходовали одинаковое количество топлива.
По данным на 1939—1940 годы, Эш и ЭГ работали на 37 из 43 существовавших на тот момент в СССР железных дорогах. В период Великой Отечественной войны их включали в состав колонн паровозов особого резерва (ОРКП), обслуживавших фронтовые и прифронтовые участки. В частности Эш4161 (в составе ОРКП-16) обслуживал Турксиб, а Эш4375 — железнодорожную часть Дороги жизни, доставляя грузы в блокадный Ленинград, а позже и Дорогу победы.
Также несколько десятков паровозов Э различных индексов были захвачены вермахтом, который затем передал 27 из них Финляндии, где они получили обозначение серии Tr2 и номера 2000—2026. Непосредственно паровозов Эш в этой партии было 9:
- Tr2-2000 — Эш4366
- Tr2-2002 — Эш4481
- Tr2-2003 — Эш4123
- Tr2-2004 — Эш4420
- Tr2-2006 — Эш4358
- Tr2-2008 — Эш4393
- Tr2-2010 — Эш4350
- Tr2-2011 — Эш4379
- Tr2-2025 — Эш4298

После окончания в 1944 году Советско-финской войны, паровозы вернулись в Советский Союз, где им вновь присвоили серию Э, но сохранили полученные в Финляндии номера.

## Сохранившиеся паровозы
| изображение | номер  | местонахождение                                               | год постройки | статус наследия дата открытия |
| ----------- | ------ | ------------------------------------------------------------- | ------------- | ----------------------------- |
|             | Эш4161 | ТЧ-11 Астана, (Казахстан)                                     | 1922          | (1982)                        |
|             | Эш4290 | ТЧЭ-41 Вязьма-Сортировочная                                   | 1923          | 671510291530005 (1980)        |
|             | Эш4375 | станция Ладожское озеро                                       | 1923          | 471510267320005 (1975)        |
|             | Эш4444 | Санкт-Петербург Центральный музей железнодорожного транспорта | 1924          | (1997)                        |